# Soulèvement de Fedorovitch
Le soulèvement de Fedorovitch est un événement qui a lieu en 1629 qui voit l'opposition de l'hetman Taras Triasylo à la tête de cosaques et de paysans contre la république des Deux Nations.
En 1625 était singé le traité de Kouroukove par l'hetman Mykaïlo Dorochenko qui restreignait les libertés cosaques et le nombre d'unités à six. L'augmentation du nombre de serfs, la prééminence des nobles polonais, lituaniens et l’amoindrissement de la religion orthodoxe devant la catholique. Les révoltes commencèrent par le meurtre de l'hetman enregistré Grzegorz Czornyj, des exactions contre les nobles et les propriétaires terriens et la prise de Korsoun-Chevtchenkivskyï.
La République des Deux Nations a envoyé Stanisław Koniecpolski et des mercenaires allemands. Il s'ensuit harcèlements et guerre de mouvements qui se terminent par des massacres à Lyssianka, Dymer entre autres. Les forces cosaques se retranchèrent à Pereïaslav que Koniecpolski ne put prendre.
La révolte se termine par le traité de Pereïaslav, signé en juin 1630.